# Adriano Rossato
Adriano Fabiano Rossato, auch als Adriano Rossato bekannt, (* 27. August 1977 in Vila Velha) ist ein brasilianischer Fußballtrainer und ehemaliger brasilianischer Fußballspieler, der Position eines Abwehrspielers agierte.

## Karriere

### Spieler
Rossato erhielt eine fußballerische Ausbildung beim Associação Desportiva Ferroviária Vale do Rio Doce. Spiele als Profi für diesen Klub sind nicht belegt. 1997 wechselte er zum Botafogo FR nach Rio de Janeiro. Von 1998 bis 2002 war er bei verschiedenen brasilianischen Vereinen unter Vertrag. Zur Saison 2002/03 unterschrieb er einen 2-Jahres-Vertrag beim portugiesischen Verein Nacional Funchal und im Juli 2004 unterzeichnete Adriano beim FC Porto. Diesen Verein verließ er nach einem Monat Richtung Spanien, ohne ein Liga-Spiel absolviert zu haben. Er wechselte für drei Jahre zu Real Sociedad San Sebastián. In seinem zweiten Ligaspiel schoss er sein einziges Tor für den Verein. Das Spiel endete in einer 1:2-Niederlage. Nach Ende der Saison 2004/05 wurde Rossato in die Primeira Liga 2005/06 an den portugiesischen Klub Sporting Braga ausgeliehen und zur Saison 2006/07 an União Leiria. Wegen einer Verletzung musste er in der Saison 2008/09 pausieren. Von 2007 bis 2009 stand er beim FC Málaga unter Vertrag. Nach seiner Verletzung unterschrieb er einen Vertrag bei UD Salamanca. Vom 1. Februar 2011 bis zum 30. Juni 2013 war er beim Comercial FC unter Vertrag. Hier beendete er seine aktive Laufbahn.

### Trainer und Manager
2016 begann Rossato bei seinem ehemaligen Ausbildungsklub Ferroviária als Fußballmanager tätig zu werden. Im April des Jahres übernahm hier auch die Position des Trainers. Der Klub hatte kurz vor der Schlussphase der Staatsmeisterschaft von Espírito Santo Trainer Erich Bomfim entlassen und Rossato sollte die Mannschaft durch diese führen. Diese gelang ihm bis zum Titelgewinn. Die Titelverteidigung 2017 gelang ihm nicht.
2022 betreute er für zwei Monate die Auswahl des Rio Branco FC (ES).
Seit September 2022 arbeitet er wieder bei Ferroviária als Fußballmanager.

## Erfolge
Als Trainer
- Ferroviária
  - Staatsmeisterschaft von Espírito Santo: 2016[10]